# Austin 3-Litre
El Austin 3-Litre (nombre en código AD061) es un sedán de clase ejecutiva producido por la marca Austin entre 1967 y 1971.
Diseñado originariamente por BMC, antes de la cadena de fusiones que llevaría a la creación de British Motor Holdings y posteriormente a British Leyland, utilizaba la célula central C-Cell del Austin 1800 ADO17, aunque a diferencia de este disponía de un motor longitudinal y tracción a las ruedas traseras.

## Génesis y desarrollo

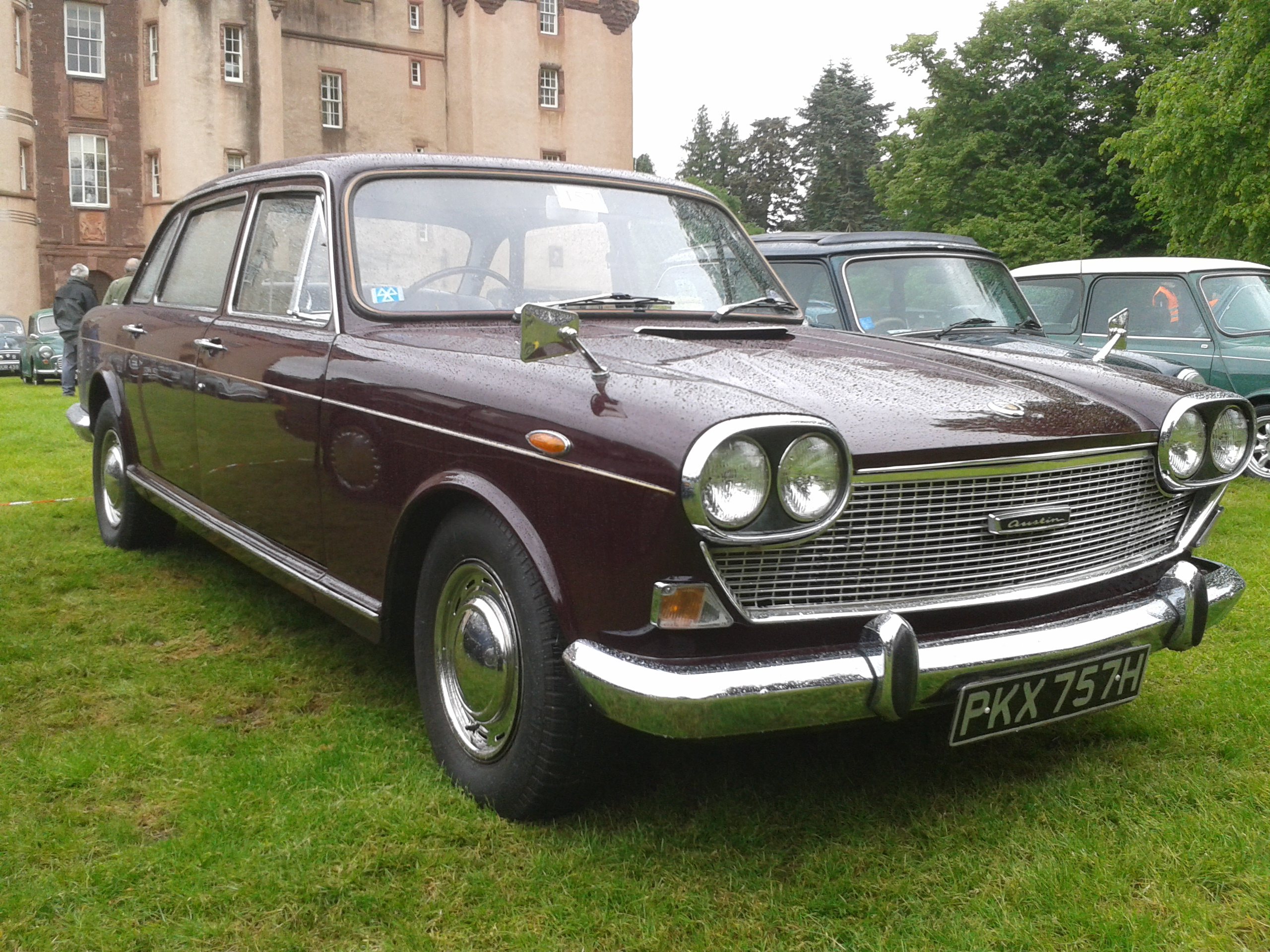
Austin 3-Litre (frontal)

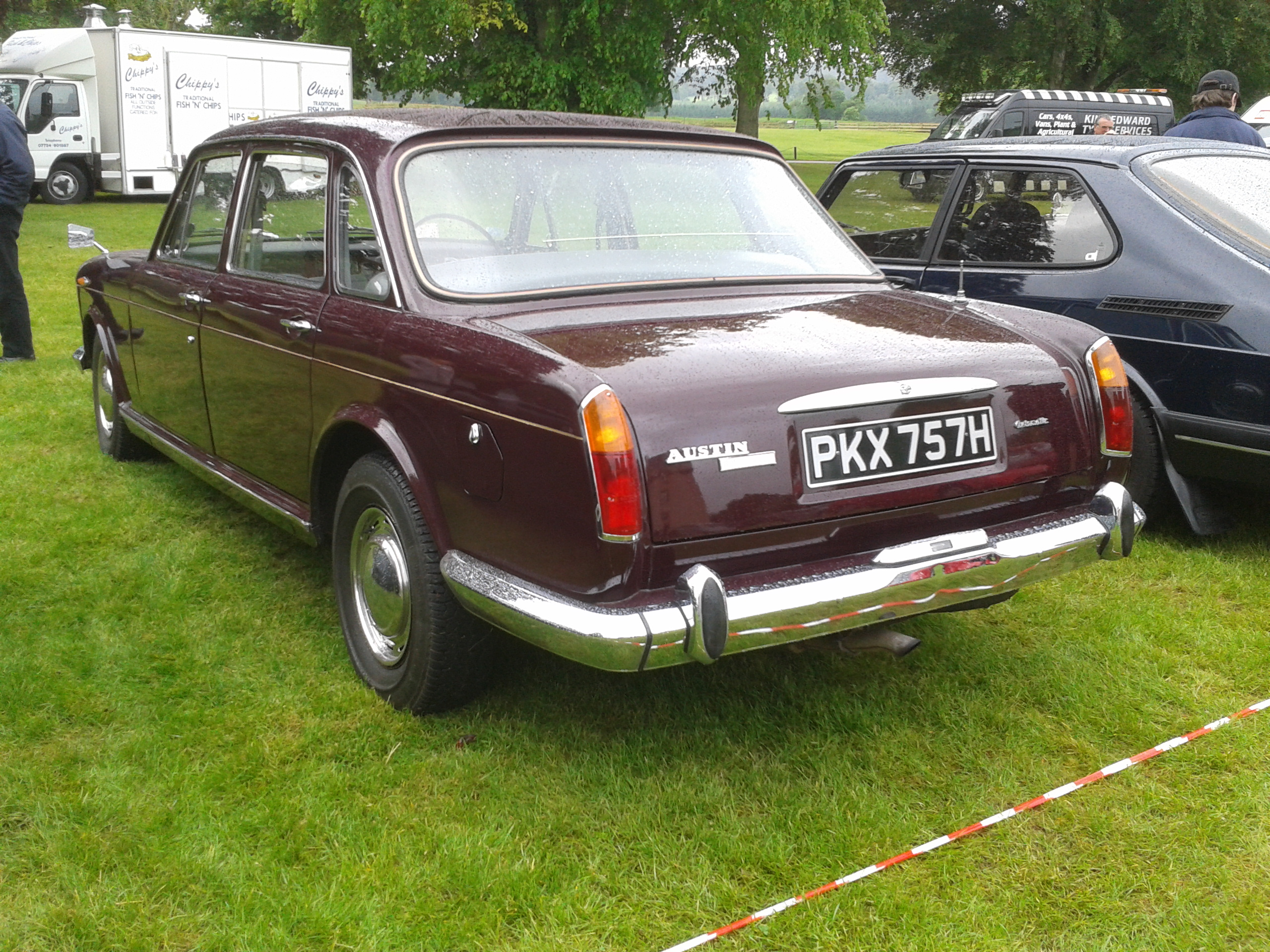
Austin 3-Litre (vista trasera)

El ADO61, a diferencia de los otros proyectos basados en el sistema de «células» compartidas ideado por Alec Issigonis, no fue directamente obra suya. Presentado en el Salón del Automóvil de Londres de 1967, BMC todavía continuó produciendo unidades de preserie que modificaban el aspecto de los faros —de rectangulares a redondos y posteriormente a dobles— e introduciendo modificaciones técnicas en el sistema de suspensión.
Su origen estuvo en la idea de BMC de mantener una línea de producción tradicional en la marca para sustituir a los viejos Austin Westminster A99 y A110 «Farina», rediseñados por Pininfarina, y seguir compitiendo con los Ford Executive, Vauxhall Cresta, Rover P5/p5b y Humber Super Snipe. El proyecto además recibió el impulso de Rolls-Royce, que llevaba tiempo estudiando competir en ese mercado basándose en un chasis de BMC, que ya había desarrollado una versión del Westminster/Vanden Plas 3-litre denominada Bentley Java con el motor Rolls Roice F-60, que luego se convertiría en el Vanden-Plass Princess 4-litre sobre carrocería A110 tipo Westminster y con la suspensión hydrolastic que se vería en el ADO61.
Las ventas del Vanden-Plass Princess 4-litre, pese a su motor Rolls-Royce, fueron decepcionantes, lastradas en parte por el inadecuado comportamiento del coche marcado por el contraste entre el pesadísimo motor y la suave suspensión hydrolastic. La conclusión a la que llegó la dirección de BMC fue mantenerse en el sector ejecutivo, pero ahorrando costes, por lo que se decidió utilizar la célula C-Cell del ADO17 para crear el nuevo vehículo que mantuviera el estilo tradicional Farina. Durante el desarrollo del Bentley Java, Rolls Royce se había mostrado interesada en desarrollar sus propias versiones sobre la célula del ADO17 —denominadas Bentley Bengal y Rolls-Royce Rangoon— con la suspensión hydrolástica del Austin 4-litre y su propia gama de motores, lo que obligaba por razones de espacio a colocar los motores longitudinalmente, con la caja de cambios a continuación y consecuentemente con propulsión a las ruedas traseras. Para evitar los problemas del Austin 4-litre, se decidió que la suspensión trasera fuera autonivelante con una bomba aparte totalmente independiente del resto de la suspensión. Finalmente Rolls-Royce se retiró del proyecto y Austin instaló los tradicionales motores de la serie «C» del Westminster y del Austin Healey, con la caja de cambios de cuatro velocidades a continuación del cigüeñal y una suspensión trasera independiente por brazos tirados.
Cuando por fin se comercializó las ventas fueron muy pobres, con menos de 10 000 ejemplares producidos en las versiones normal y de lujo. El coche recogía el estilo tradicional Austin previo a la fusión con Leyland, confort y lujo al estilo del viejo Austin Westminster, pero dejando de lado las prestaciones o la economía de adquisición y mantenimiento cada vez más importantes a finales de los 1960. Su estilo además recordaba evidentemente al ADO 17 landcrab —‘cangrejo’— por lo que popularmente se le apodó Land-lobster —‘langosta’— con el inconveniente añadido de que el túnel de la transmisión restaba espacio interior sobre los Austin 2200/Morris 2200/Wolseley Six, que también tenían una mecánica de seis cilindros, pero ubicada transversalmente con la caja de cambios en el cárter.

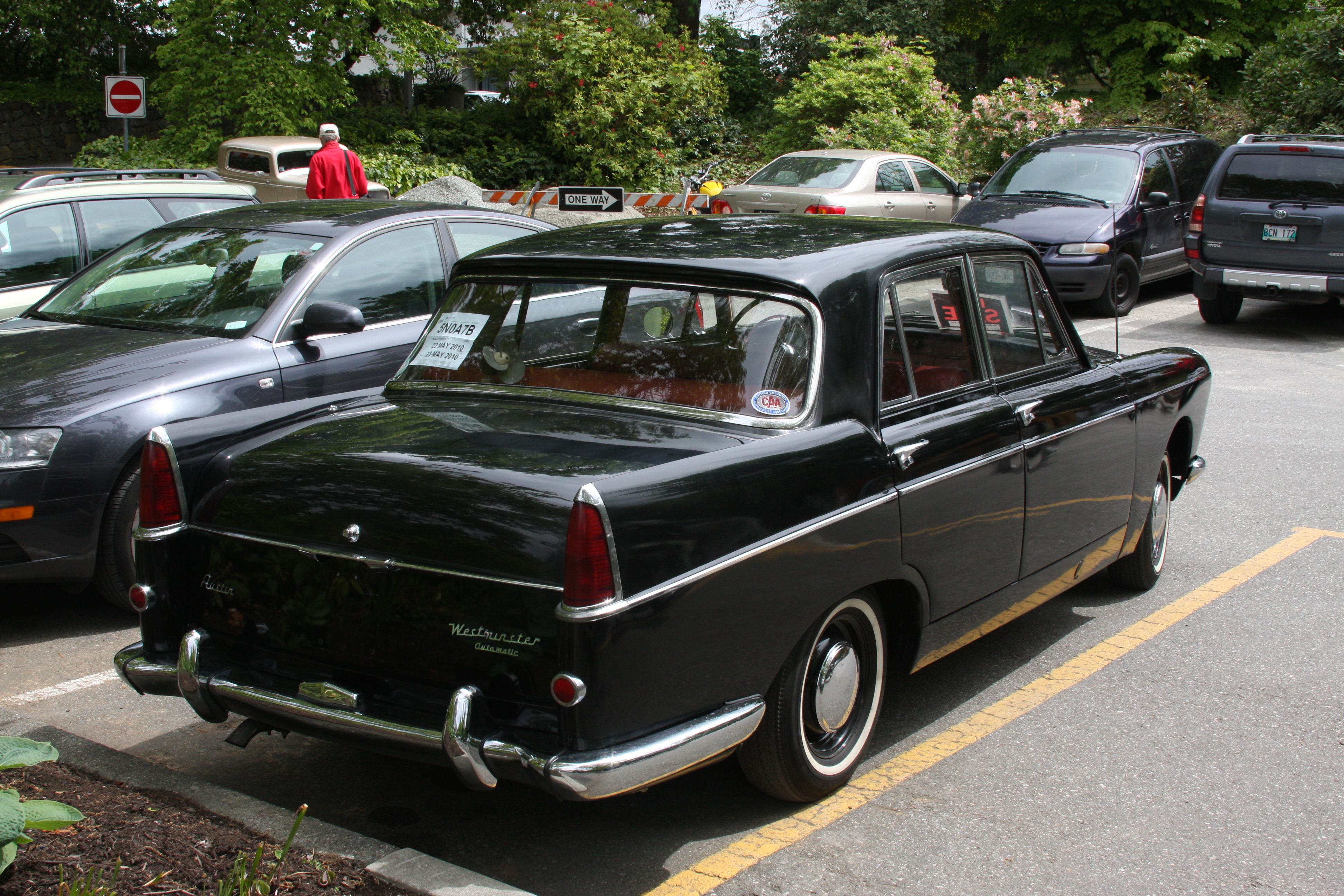
Austin Westminster Farina A99
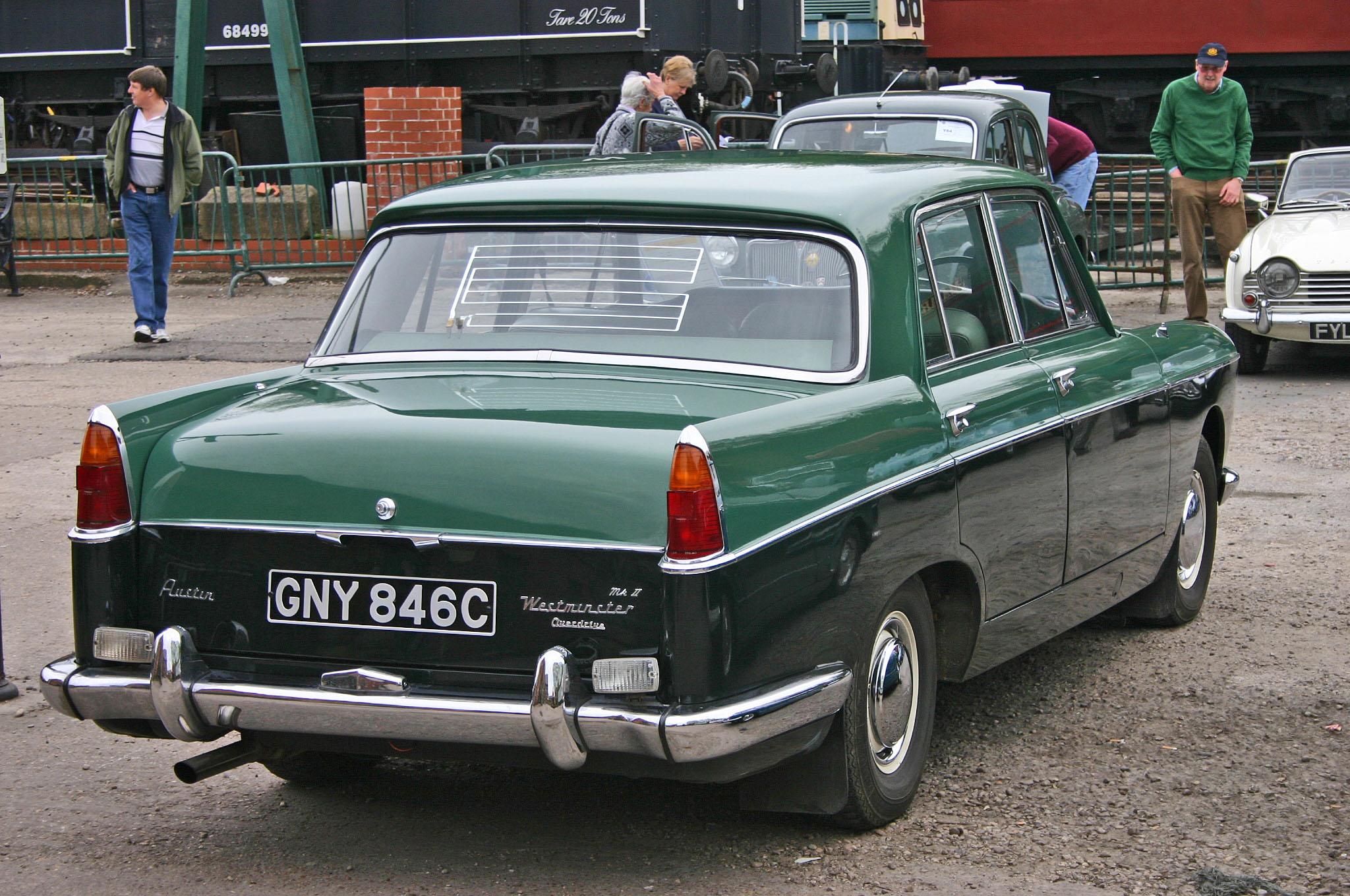
Austin Westminster MkII Farina A110
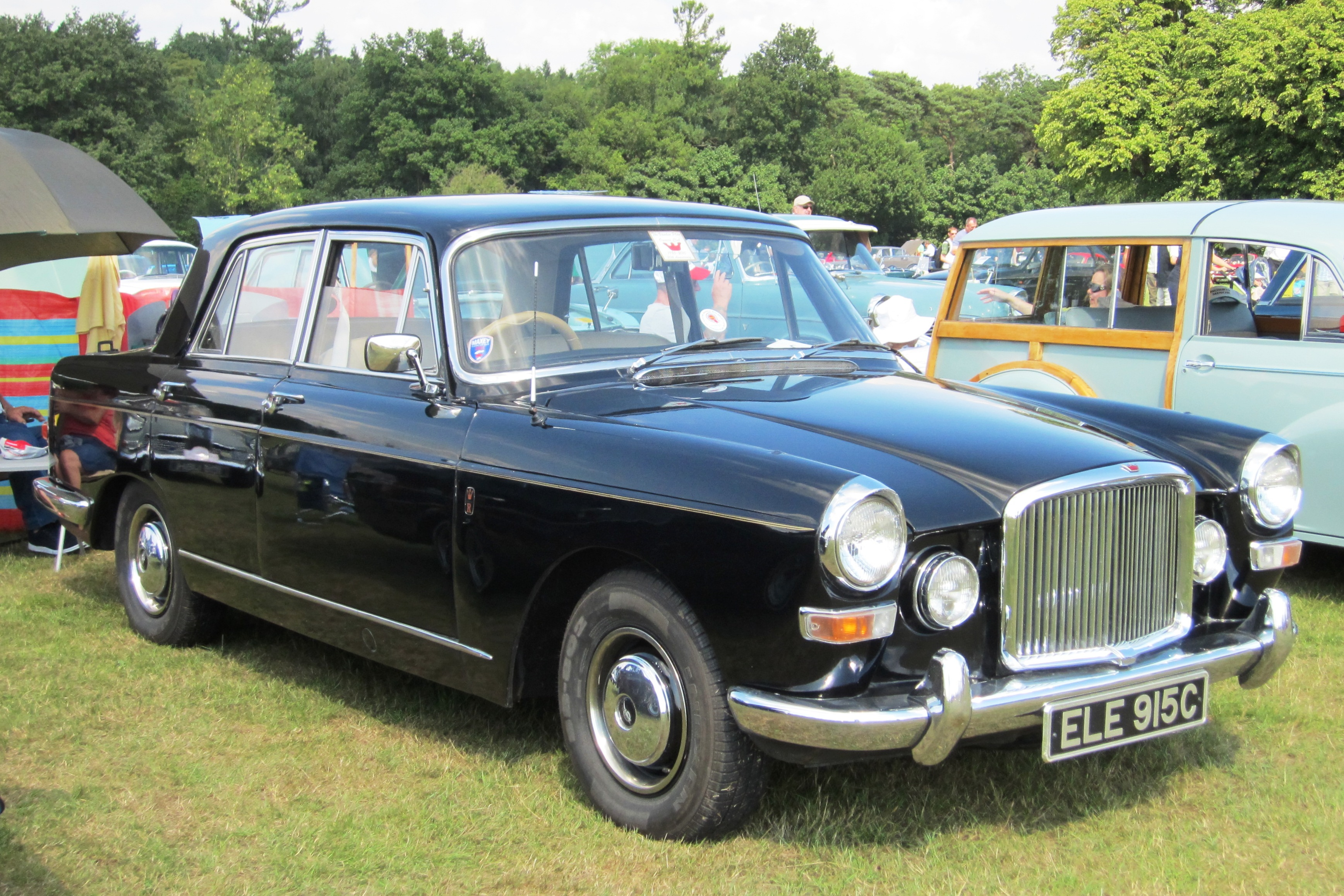
Vanden Plas Princess 4-litre
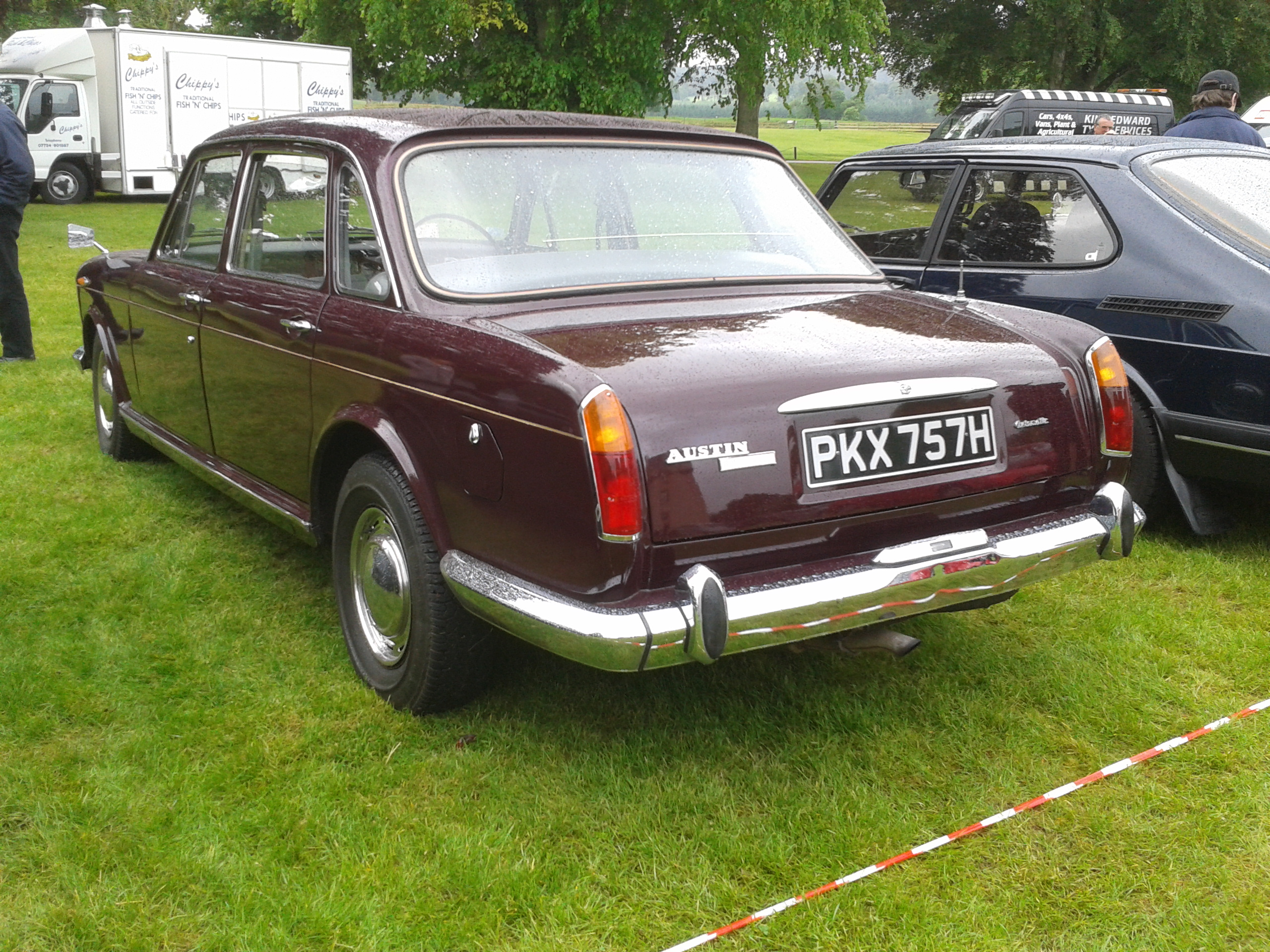
1970 Austin 3 litre ADO61
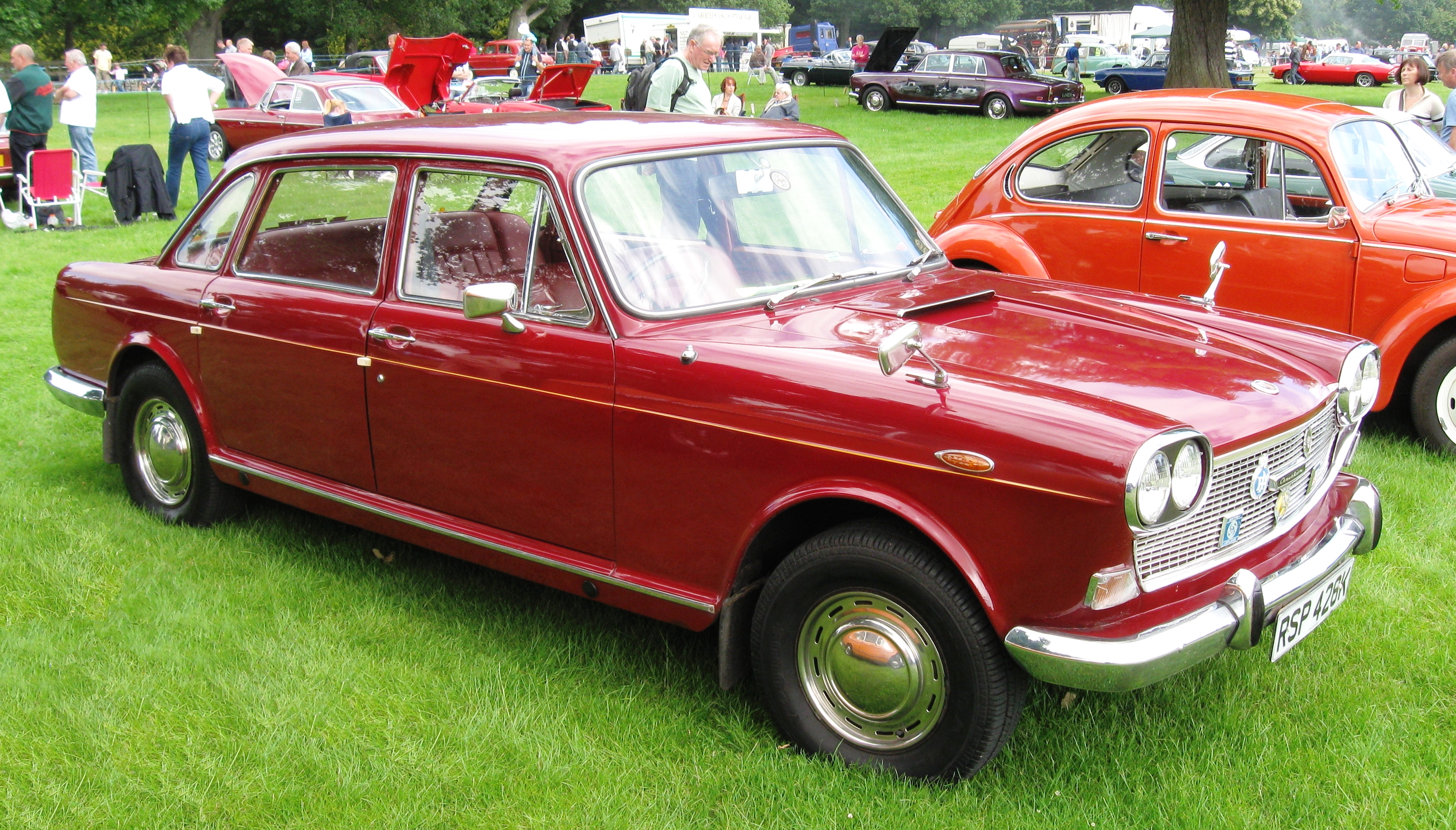
Austin 3-Litre ADO61

El 3 litros llegó al mercado justo cuando BMC se había hecho cargo de Jaguar y se había fusionado con Leyland Motor Corporation para crear British Leyland (BL). Dentro del nuevo conglomerado, el 3 litros ahora se vendía junto con rivales de tamaño similar de Jaguar, Rover y Triumph, todos percibidos como marcas de altas prestaciones o de lujo genuinas en comparación con Austin, que se veía como una marca dominante del mercado inferior. Por esta razón, el 3 litros no fue reemplazado directamente y, en última instancia, los modelos Rover y Jaguar asumieron el papel del 3 litros en la cartera de BL.